# Ulf Isaksson
Ulf Isaksson (* 19. März 1954 in Norfunda; † 26. Dezember 2003) war ein schwedischer Eishockeyspieler, der in seiner aktiven Zeit von 1973 bis 1988 unter anderem für die Los Angeles Kings in der National Hockey League gespielt hat.      

## Karriere
Ulf Isaksson begann seine Karriere als Eishockeyspieler bei AIK Solna, für dessen Profimannschaft er von 1973 bis 1982 aktiv war – zunächst in der Division 1 und ab der Saison 1975/76 in der neu gegründeten Elitserien. In den Spielzeiten 1977/78 und 1980/81 wurde der Flügelspieler mit AIK Vizemeister, ehe er in der Saison 1981/82 bei seiner dritten Finalteilnahme mit seiner Mannschaft erstmals den schwedischen Meistertitel gewann. 1982 wurde er zudem in das schwedische Welt-All-Star-Team gewählt.
Im NHL Entry Draft 1982 wurde er in der fünften Runde als insgesamt 95. Spieler von den Los Angeles Kings ausgewählt, für die er in der Saison 1982/83 in der National Hockey League in 50 Spielen sieben Tore und 15 Vorlagen erzielte. Parallel stand er in 16 Spielen für das Farmteam der Kings, die New Haven Nighthawks, in der American Hockey League auf dem Eis. Von 1983 bis 1985 spielte er erneut für AIK und wurde mit der Mannschaft in der Saison 1983/84 zum zweiten Mal Meister. Von 1985 bis 1988 lief er zuletzt für die Arlanda Wings auf, für die er in der dritten bzw. zweiten Spielklasse Schwedens antrat.  

### International
Für Schweden nahm Isaksson an den Weltmeisterschaften 1981 und 1982 sowie 1981 am Canada Cup teil. Sein größter Erfolg mit der Nationalmannschaft war der Gewinn der Silbermedaille bei der Weltmeisterschaft 1981.

## Erfolge und Auszeichnungen
- 1978 Schwedischer Vizemeister mit AIK Solna
- 1981 Schwedischer Vizemeister mit AIK Solna
- 1982 Schwedischer Meister mit AIK Solna
- 1982 Schwedisches Welt-All-Star-Team
- 1984 Schwedischer Meister mit AIK Solna

### International
- 1981 Silbermedaille bei der Weltmeisterschaft